# Jessica Au
Jessica Au är en australiensisk författare född 1986. Hon har publicerat två romaner, varav Cold Enough for Snow (2022; svenska: Kallt nog för snö, 2024) är flerfaldigt prisbelönad och översatt till 19 språk.

## Biografi
Au har varit verksam som biträdande redaktör och faktagranskare vid tidskrifterna Meanjin och Aeon magazine.
Under en tid var hon bosatt i Europa, Sarajevo och Portugal. Efter ett antal refuserade noveller romandebuterade Au 2011. Hennes andra roman, publicerad elva år efter debuten, har blivit internationellt uppmärksammad, är översatt till ett flertal språk och har renderat författaren flera priser.
Jessica Au bosatt i Melbourne.

## Författarskap
Båda romanerna är korta till sidomfånget.
I Cargo kretsar handlingen kring tre ungdomar i en liten kuststad, under några sommarmånader. Deras drömmar om framtiden, om relationer och prestationer vävs samman. Språket har beskrivits som "sparsamt och poetiskt", med ofta återkommande ögonblicksobservationer.
Kallt nog för snö handlar om en mor och en dotter som gör en resa till Japan. Modern kommer ursprungligen från Hongkong, dottern är född och uppvuxen i Australien men har under studietiden besökt Japan. Resan är i detalj planerad av dottern, som är den berättande, men hon har svårt att tolka moderns reaktioner på upplevelserna och kommunikationen dem emellan blir aldrig riktigt djupgående. Berättandet är stillsamt, fokuserat på små detaljer, ibland via en kamera. Handlingen berör migration, främlingskap och ensamhet, även mellan familjemedlemmar.

## Priser och utmärkelser
- "The Novel Prize" 2023, för Cold Enough for Snow. Priset utdelas av Giramondo Publishing, Fitzcarraldo Editions and New Directions och omfattar förutom en större prissumma att romanen blir publicerad i Australien, Nya Zeeland, Storbritannien, Irland och Nordamerika.[13]
- Victorian Prize for Literature 2023, för Cold Enough for Snow.[14][2]
- Prime Minister’s Literary Award for Fiction 2023, för Cold Enough for Snow.[3][15]